# John Donne
John Donne (ur. 22 stycznia 1572 w Londynie, zm. 31 marca 1631 tamże) – czołowy poeta wczesnego angielskiego baroku, główny przedstawiciel nurtu poezji metafizycznej.

## Życie
Był synem bogatego kupca towarami żelaznymi i Elizabeth Heywood, córki dramaturga Johna Heywooda. Rodzina Donne'a była żarliwie katolicka, dwaj bracia jego matki byli jezuitami, ale sam Donne, gdy dorósł, odszedł od Kościoła katolickiego.
Donne kształcił się w Oksfordzie, Cambridge i Londynie, po czym rozpoczął karierę dworską, będąc m.in. osobistym sekretarzem Thomasa Egertona, Lorda Strażnika Wielkiej Pieczęci. Potajemne małżeństwo z 16-letnią Anne Moore w 1600 roku spowodowało załamanie politycznej kariery Donne'a. Przez kilka lat borykał się ze sporymi kłopotami finansowymi, aż w 1610 roku zwrócił na siebie uwagę króla Jakuba I antykatolicką polemiką Pseudo-Martyr (Pseudo-Męczennik) (podobnym w wymowie utworem Donne'a była antyjezuicka satyra Conclave ignati).
W 1615 roku Donne przyjął święcenia, stając się anglikańskim duchownym. Został nadwornym kaznodzieją i kapelanem króla, głoszone przez niego kazania cieszyły się wielką popularnością. Był doktorem uniwersytetów w Oksfordzie i Cambridge oraz (od 1621 roku) dziekanem katedry św. Pawła w Londynie.
Chociaż w Kościele Anglii nie ma formalnych kanonizacji, imię Johna Donne'a jest wpisane w kalendarz liturgiczny tego kościoła (pod datą 31 marca).

## Dzieła
Za życia Donne'a drukiem ukazały się, poza dwiema elegiami, jedynie jego polemiki teologiczne i kilka kazań. Wszystkie jego wiersze zostały wydane dopiero po jego śmierci (pierwszy zbiór w 1633 roku), przedtem krążąc wyłącznie w licznych odpisach. Podobnie kazania zostały zebrane i wydane w trzech folio dopiero po jego śmierci.
Poezja Donne'a - nazwana potem metafizyczną - wywarła wielki wpływ na współczesnych mu i młodszych poetów. Także w późniejszej literaturze widoczne są nawiązania do jego wierszy. Jednym z najbardziej znanych jest tytuł i motto powieści Ernesta Hemingwaya Komu bije dzwon, pochodzące z Medytacji XVII: "(...) Dlatego nigdy nie pytaj, komu bije dzwon; bije on tobie" (And therefore never send to know for whom the bell tolls; It tolls for thee).
Chociaż John Donne znany jest światu głównie jako poeta, za życia, zwłaszcza tego dojrzalszego, szanowano go przede wszystkim za jego szczególny dar oratorski, uwidoczniony w jego wspaniałych kazaniach. Dziś dzięki współczesnym wydaniom, czytelnik ma dostęp nie tylko do antologii jego poezji, ale także do jego prozy na czele z 160 kazaniami.

## Polskie tłumaczenia
Na język polski wiersze Johna Donne'a tłumaczyli Jerzy Pietrkiewicz, Jerzy S. Sito i Stanisław Barańczak. W 2014 roku ukazało się tłumaczenie dwóch utworów prozatorskich Donne'a w przekładzie Piotra Plichty (Devotions upon Emergent Occasions oraz kazanie na własny pogrzeb zatytułowane Death's Duell).